# آخرنا: تركت وراءها
ذا لاست أوف أس: ليفت بيهايند (بالإنجليزية: The Last of Us: Left Behind) هي الحزمة الأولى والأخيرة للعبة ذا لاست أوف أس، صدرت حصريا لبلاي ستيشن 3 وبلاي ستيشن 4.

## وصلة خارجية
- مقالات تستعمل روابط فنية بلا صلة مع ويكي بيانات

- الموقع الرسمي